# Anthrax minimaculatus
Anthrax minimaculatus är en tvåvingeart som beskrevs av H. Oldroyd 1937. Anthrax minimaculatus ingår i släktet Anthrax och familjen svävflugor. Inga underarter finns listade i Catalogue of Life.